# Алексєєв Петро Петрович
Петро́ Петро́вич Алексє́єв (26 квітня 1840, Луга, Російська імперія — 18 лютого 1891, Київ) — російський хімік-органік. Доктор хімії (1868). Ординарний професор кафедри органічної хімії Київського університету (1869–1891).

## Біографія
Виховувався у Новгородській гімназії. 1856 року вступив на природничий відділ Петербурзького університету.
1860 року закінчив університет. Учень Олександра Абрамовича Воскресенського та Миколи Миколайовича Зініна.
У 1860–1864 роках працював у лабораторіях Шарля Адольфа Вюрца у Вищій медичній школі в Парижі, Фрідріха Велера в Геттінгенському університеті, а також у Гейдельберзькому та Тюбінгенському університетах. Повернувшись у Росію, недовго працював репетитором з хімії, фізики та мінералогії в Петербурзькому інституті інженерів шляхів сполучення.
1865 року Алексєєв захистив магістерську дисертацію «Про деякі продукти відновлення нітросполук», яка привернула до себе увагу вчених новизною погляду та багатством зібраних фактів.
Від 1865 року — доцент хімії Київського університету.
1868 року Алексєєв виступив у Петербурзькому університеті з докторською дисертацією «Монографія азосполук»
1868 року Алексєєва було обрано екстраординарним, а через рік ординарним професором Київського університету. На цій посаді він пропрацював до кінця життя.
Алексєєв — ініціатор створення (1869) Київського товариства природознавців і Київського відділення Російського технічного товариства, один із членів-засновників Російського фізико-хімічного товариства (1868).
1909 року Петербурзький університет отримав у подарунок від вдови вченого невелику бібліотеку (188 назв книг).

## Праці
Основні наукові праці присвячені хімії азосполук. Алексєєв обґрунтував сучасні формули азо-, гідразо- і азоксисполук, розробив метод одержання азобензолу відновленням нітробензолу.
Алексєєв — автор багатьох посібників з хімії. Велике значення мала науково-критична діяльність Алексєєва, зокрема огляди російської та іноземної літератури з хімії.